# Please Don't Go (canção)
"Please Don't Go" é uma canção gravada pela banda KC and the Sunshine Band, que foi lançado como single em 1979 e destinado ao seu álbum, Do You Wanna Go Party. Originalmente escrita em Ré bemol, a música foi a primeira balada de amor da banda, no qual narra a história de um sujeito que implora por uma segunda chance.
"Please Don't Go" foi lançado originalmente como parte de um single duplo, com o slide flip "I Betcha Didn't Know That" sendo lançado nas estações de R&B e atingindo o número 25 na parada de R&B.
O single foi muito bem-sucedido em vários países, principalmente nos EUA, onde alcançou a posição de número 1 na Billboard Hot 100, além de alcançar o primeiro lugar na Austrália e no Canadá. Alcançou também o top 20 na Alemanha (20º), Irlanda (5º), Holanda (7º), Novo Zelândia (3°), Noruega (4°) e Reino Unido (3°).

## Versão de Double You
Em 1992, a banda italiana Double You realiza sua versão eurodance da canção. A canção conseguiu alcançar o 1° lugar na Bélgica, Espanha e Holanda, além de alcançar a posição 41 no Reino Unido.
A canção recebeu certificado de ouro na Alemanha por 250.000 cópias vendidas.

### Lista de Faixas

#### CD maxi
1. "Please Don't Go" (mix de rádio) - 3:18
2. "Please Don't Go" (club mix) - 6:14
3. "Please Don't Go" (Let's Go Mix) - 3:31
4. "Please Don't Go" (a cappella) - 3:18

#### CD maxi/12 "maxi - Remixes
1. "Please Don't Go" (remix de herbie) - 5:20
2. "Please Don't Go" (mix underground) - 4:55
3. "Please Don't Go" (dub go) - 1:45

## Versão de Basshunter
Em 2008, o cantor e DJ sueco de eurodance Basshunter gravou sua versão de "Please Don't Go". A canção foi razoavelmente bem-sucedido e alcançou a posição de número 6 na Suécia e 72 na Eslováquia.

### Lista de Faixas
CD maxi
1. "Please Don't Go" (Radio Edit) - 2:58
2. "Please Don't Go" (Extended Mix) - 5:00
3. "Please Don't Go" (Remix do Ultra DJ) - 4:39
4. "Please Don't Go" (The WideBoys Remix) - 5:37

## Outros versões
- Em 1985, a canção ganhou uma versão pelo grupo Italo disco Digital Game.

- Em 1990, a cantora de freestyle Timmy T realiza sua versão da música.

- Em 1992, a banda KWS realiza sua versão da música.